# Vittorio Pertusio
Vittorio Pertusio (Genova, 21 luglio 1904 – Quiliano, 18 ottobre 1994) è stato un politico italiano.
Fu membro della Camera dei deputati nella I Legislatura e per quindici anni sindaco di Genova.

## Biografia
Avvocato, sindaco di Genova dal 1951 al 1960 e dal 1961 al 1965, è stato deputato nella I Legislatura dal 1948 al 1951 anno in cui si dimise e venne sostituito da Bartolomeo Bolla. Fu sottosegretario di stato al Lavoro e Previdenza sociale nel governo De Gasperi VI e presidente del Comitato di Liberazione Nazionale di Quiliano.